# بخش دیر غازی خان
بخش دیر غازی خان (انگلیسی: Dera Ghazi Khan Division) یکی از بخش‌های پاکستان در ایالت پنجاب بود که در اصلاحات انجام‌گرفته در سال ۲۰۰۰، ساختار بخش در پاکستان حذف گردید. اما در سال ۲۰۰۸ مجدداً بازگردانده شد. ناحیه‌های آن عبارت بودند از:
- ناحیه دیره غازی خان
- ناحیه لیه
- ناحیه مظفرگره
- ناحیه راجن‌پور